# Aristosaurus erectus
Aristosaurus erectus es la única especie conocida del género dudoso  Aristosaurus de dinosaurio prosaurópodo masospondílido, que vivió a principios del período Jurásico, hace aproximadamente entre 196 a 189 millones de años, en el Sinemuriense, en lo que hoy es África. Sus restos fueron encontrados en la cantera Rosendal, una arenisca del Sinemuriense de la formación Clarens de Sudáfrica. Es considerado un posible sinónimo de Massospondylus, lamentablemente el fósil se perdió durante la Segunda Guerra Mundial.